# 21 Air
21 Air ist eine Frachtfluggesellschaft mit Sitz in Greensboro im US-Bundesstaat North Carolina. Ihre Hauptbasis ist der Piedmont Triad International Airport.

## Geschichte
21 Air wurde am 25. Februar 2014 als virtuelle Fluggesellschaft gegründet, die unter dem Luftverkehrsbetreiberzertifikat von Dynamic Airways operiert.

## Flugziele
21 Air betreibt Linienfrachtdienste zwischen den Vereinigten Staaten und Mexiko.

## Flotte
Mit Stand Dezember 2023 besteht die Flotte der 21 Air aus acht Frachtflugzeugen mit einem Durchschnittsalter von 29,0 Jahren:
| Flugzeugtyp          | Anzahl | bestellt | Anmerkungen                                | Durchschnittsalter |
| -------------------- | ------ | -------- | ------------------------------------------ | ------------------ |
| Boeing 767-200BDSF   | 1      |          | betrieben für DHL                          | 38,0 Jahre         |
| Boeing 767-200ERBDSF | 2      |          |                                            | 38,0 Jahre         |
| Boeing 767-300ERBCF  | 3      |          | betrieben für LATAM Cargo Colombia         | 23,5 Jahre         |
| Boeing 767-300ERBDSF | 2      |          | geleast von Kalitta Air; betrieben für DHL | 23,5 Jahre         |
| Gesamt               | 8      |          |                                            | 29,0 Jahre         |